# Gadget
Pour les articles homonymes, voir Gadget (homonymie).

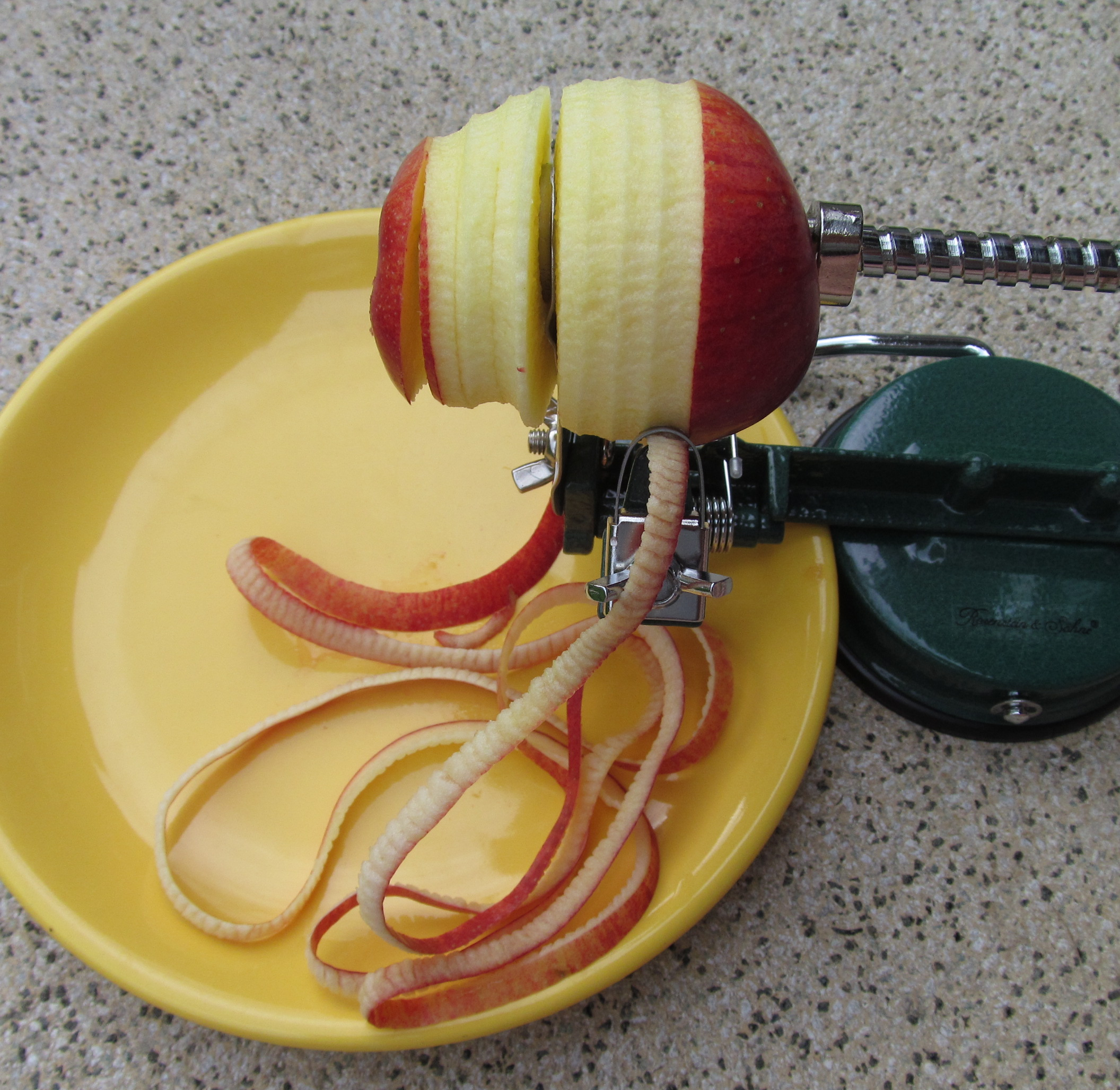
Un pèle-pomme, exemple de gadget de cuisine.

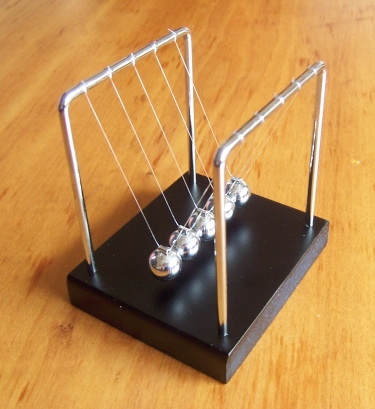
Un pendule de Newton, gadget de bureau répandu.

Un gadget est un objet souvent ingénieux, mais presque toujours inutile à long terme.

## Étymologie
Le mot est en usage en anglais vers 1850 et attesté en 1886. Quant à son étymologie, selon le Oxford Dictionary of English il provient du vieux français « gâchette » partie de serrure et/ou « gagée » : petit outil ou accessoire... Ce mot aurait appartenu à l'argot des marins d'autrefois qui désignaient par là un objet qu'ils avaient du mal à nommer, ce qu'on appelle un « truc », un « machin ».
En occitan limousin, le nom masculin gadge désigne un petit outil, un ustensile. Dans son dictionnaire de la langue limousine de 1779, dom Léonard Duclou, donne l'entrée suivante : gagei, les outils d'un artisan en général.
Le terme « gadjét » figure dans le Dictionnaire du Gascon et du Béarnais modernes de Simin Palay, avec le sens de « petit ustensile, et diminutif de gàdje, au figuré ». Il y a également « Gàdje » : « gage, garantie, appointements, salaire ; outil, ustensile ». « Bibelot » est un synonyme.
Selon d'autres sources[réf. nécessaire], le mot « gadget » proviendrait de l'entreprise française Gaget-Gauthier qui a réalisé des miniatures de la statue de la Liberté (1886) afin de promouvoir et de financer ce projet de Frédéric Auguste Bartholdi,,. Le livre Je me souviens du 17e arrondissement de Sylvie Bonin indique que M. Gaget, l'un des directeurs de l'atelier parisien de construction de la statue de la Liberté (rue de Chazelles, Paris), emporta aux États-Unis des répliques de la statue de 20 centimètres de hauteur. Le nom Gaget était écrit sur le socle. 

## Historique
Les gadgets semblent être apparus vers la fin du XIXe siècle, à un moment où une certaine efficacité industrielle (production en série) commençait à permettre leur existence. Ils connurent un maximum de succès entre le début des années 1960 et la fin des années 1980.
Certains font l'objet de collections, soit par type (porte-clés, décapsuleurs insolites, etc.), soit par thèmes (personnages de dessins animés, publicités de marques, etc.).

## Sens dérivés
Gadget est le nom du prototype de bombe atomique testée lors de l’essai Trinity le 16 juillet 1945.
On donne le nom de « gadgets » aux dispositifs issus du cerveau de l'ingénieur Q dont est équipé l'agent secret James Bond. Le terme sert aussi pour ceux qui équipent d'autres espions de la littérature, du cinéma et de la télévision (Austin Powers, Max la Menace, Notre homme Flint, Alex Rider, etc.). Inspecteur Gadget est le nom d'un dessin animé des années 1980, qui parodiait le cinéma d'espionnage, avec les aventures d'un inspecteur de police équipé de nombreux gadgets futuristes.

## Quelques gadgets
- Aimant décoratif, ou « magnet », à accrocher sur les réfrigérateurs et les tableaux blancs.
- Boule à neige
- Œuf carré
- Pin's ou épinglette
- Porte-clefs décoré
- Pois sauteurs de Pif Gadget
- Boîte à meuh